# Howard Fineman
Howard Fineman, né le 17 novembre 1948 à Pittsburgh (Pennsylvanie) et mort le 11 juin 2024 à Washington (district de Columbia), est un journaliste américain.

## Biographie
Howard Fineman est un journaliste depuis octobre 2010, en tant que spécialiste politique, au journal en ligne The Huffington Post. Il est également consultant politique pour NBC News, le département de l'information du réseau télévisé américain NBC, et intervient tant au sein du réseau que sur la chaîne d'information en continu MSNBC, notamment dans les émissions Hardball with Chris Matthews, The Last Word with Lawrence O'Donnell et The Rachel Maddow Show. Avant sa collaboration au Huffington Post, Howard Fineman a été journaliste au magazine Newsweek, notamment en tant que correspondant politique en chef. Fineman est l'auteur de The Thirteen American Arguments: Enduring Debates That Define and Inspire Our Country, paru aux États-Unis en 2008.